# Oliezuur
Oliezuur (cis-9-octadeceenzuur) of oleïne is het belangrijkste onverzadigd vetzuur met één dubbele binding. Het is aanwezig in dieren en groenten, en heeft als brutoformule C18H34O2. 
Palmolie, rijstolie, olijfolie en pindaolie bevatten veel oliezuur: 
- Olijfolie bestaat voor 55 tot 80% uit oliezuur
- Rijstolie bestaat voor 42,5% uit oliezuur
- Druivenpitolie bestaat voor 15 tot 20% uit oliezuur

Een zout of ester van oliezuur wordt aangeduid als oleaat. Vanuit het oogpunt van de ω-onverzadigde vetzuren valt het in de groep ω-9 zuren.
Stearinezuur is de verzadigde vorm van oliezuur. Elaïdinezuur is de trans-vorm van oliezuur.